# Lilla Iglakärr
Lilla Iglakärr är en sjö i Kungsbacka kommun i Halland och ingår i Rolfsåns huvudavrinningsområde. Sjön är 6,6 meter djup, har en yta på 0,04 kvadratkilometer och är belägen 73 meter över havet.